# 11-я гвардейская бомбардировочная авиационная дивизия
11-я гвардейская бомбардировочная авиационная Орловско-Берлинская Краснознамённая дивизия (11-я гв. бад) — авиационное соединение бомбардировочной авиации Военно-воздушных сил РККА Вооружённых сил СССР, принимавшее участие в боевых действиях во время Великой Отечественной войны (1941—1945).

## История наименований дивизии
- 81-я авиационная дивизия;
- 81-я бомбардировочная авиационная дивизия;
- 3-я авиационная дивизия дальнего действия;
- 1-я гвардейская авиационная дивизия дальнего действия;
- 1-я гвардейская авиационная Орловская дивизия дальнего действия;
- 11-я гвардейская бомбардировочная авиационная Орловская дивизия;
- 11-я гвардейская бомбардировочная авиационная Орловская Краснознамённая дивизия;
- 11-я гвардейская бомбардировочная авиационная Орловско-Берлинская Краснознамённая дивизия;
- 11-я гвардейская тяжёлая бомбардировочная авиационная Орловско-Берлинская Краснознамённая дивизия;
- 25-я ракетная дивизия (01.04.1959 г.)[2];
- 23-я гвардейская ракетная Орловско-Берлинская Краснознамённая дивизия[2];
- Войсковая часть 21201[2].

## История и боевой путь дивизии

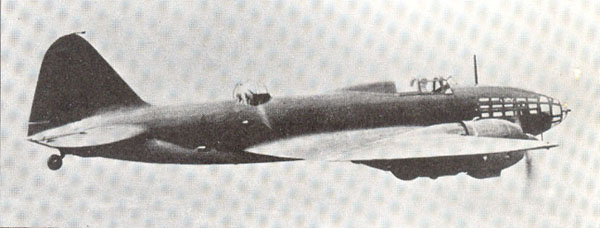
Самолёт Ил-4, состоящий на вооружении 5-го и 16-го гвардейских полков дивизии.

11-я гвардейская бомбардировочная авиационная Орловская дивизия 26 декабря 1944 года преобразована из 1-й гвардейской авиационной Орловской дивизии Дальнего действия Директивой Генерального Штаба № орг.10/315706 от 26 декабря 1944 года, а 1-й гвардейский авиационный корпус дальнего действия, куда входила дивизия — в 1-й гвардейский бомбардировочный авиационный корпус.
Весь свой боевой путь дивизия прошла в составе 1-го гвардейского бомбардировочного авиационного корпуса 18-й воздушной армии. Сразу после переформирования в гвардейскую дивизия приняла участие в Будапештской операции. За образцовое выполнение заданий командования при овладении городом Будапешт Указом Президиума Верховного Совета СССР от 5 апреля 1945 года дивизия награждена орденом «Боевого Красного Знамени».
С марта 1945 года дивизия дислоцировалась в Белостоке и действовала в интересах 1-го и 2-го Белорусских фронтов, принимая участие в Восточно-Померанской, Кёнигсбергской и Берлинской наступательных операциях. За период войны на только на столицу Германии город Берлин полки дивизии выполнили 364 боевых вылета, сбросив 454 тонны бомб, а за период только Берлинской операции выполнили 335 боевых вылетов. На крупный порт и морскую базу Свинемюнде лётчики дивизии выполнили 39 боевых вылетов, сбросив 44 тонны бомб.

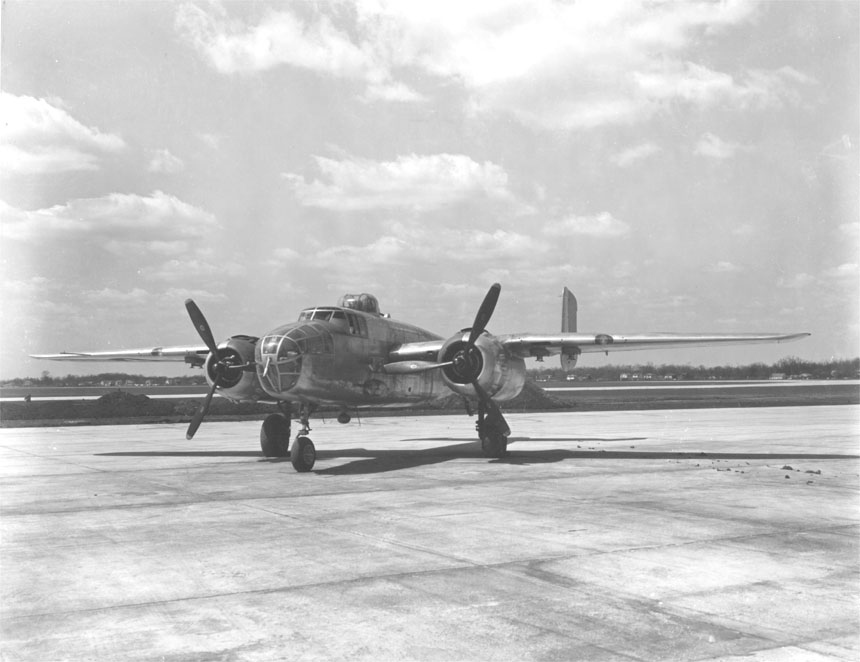
Самолёт В-25 (North American B-25 Mitchell), состоящий на вооружении 2-го гвардейского полка

За отличие в боях при овладении городом Берлин дивизии было присвоено почётное наименование «Берлинская».
Всего за время войны воины дивизии выполнили 15 648 боевых вылетов, из них днём — 714, с общим налётом — 59 693 часа, сброшено на объекты противника 141 879 бомб общим весом 16 021 тонн.

### Участие в операциях и битвах
- Будапештская наступательная операция — с 26 декабря 1944 года по 13 февраля 1945 года.
- Восточно-Померанская операция — с 10 февраля 1945 года по 4 апреля 1945 года.
- Кёнигсбергская операция — с 6 апреля 1945 года по 9 апреля 1945 года.
- Берлинская наступательная операция — с 16 апреля 1945 года по 8 мая 1945 года.

### В действующей армии
В составе действующей армии дивизия находилась с 26 декабря 1944 года по 9 мая 1945 года.

### Командир дивизии
| Звание                           | Имя                     | Период                                    | Примечание                       |
| -------------------------------- | ----------------------- | ----------------------------------------- | -------------------------------- |
| Полковник, Генерал-майор авиации | Балашов Иван Филиппович | 26 декабря 1944 года — сентябрь 1946 года | убыл на курсы усовершенствования |
| Генерал-майор авиации            | Балашов Иван Филиппович | 1947 — август 1948 года                   | убыл командиром 4-го гв. бак     |

### В составе объединений
| Дата          | Армия                                | Корпус                                                       |
| ------------- | ------------------------------------ | ------------------------------------------------------------ |
| 26.12.1944 г. | 18-я воздушная армия                 | 1-й гвардейский бомбардировочный авиационный корпус          |
| 09.05.1945 г. | 18-я воздушная армия                 | 1-й гвардейский бомбардировочный авиационный корпус          |
| 10.06.1945 г. | 18-я воздушная армия                 | 1-й гвардейский бомбардировочный авиационный корпус          |
| 01.04.1946 г. | 1-я воздушная армия дальней авиации  | 1-й гвардейский бомбардировочный авиационный корпус          |
| 20.02.1949 г. | 50-я воздушная армия дальней авиации | 51-й гвардейский бомбардировочный авиационный корпус         |
| 1952 г.       | 50-я воздушная армия дальней авиации | 51-й гвардейский тяжёлый бомбардировочный авиационный корпус |
| 01.08.1956 г. | 50-я воздушная армия дальней авиации |                                                              |
| 01.07.1960 г. | 50-я воздушная армия дальней авиации |                                                              |

### Послевоенная история дивизии

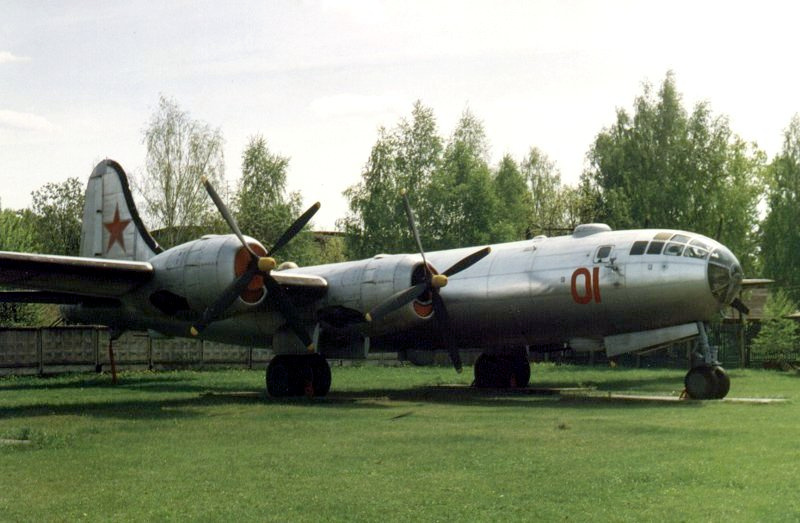
Самолёт дивизии с 1952 по 1956 годы — Ту-4. На фото единственный сохранившийся в России экземпляр самолёта в музее в Монино

После окончания войны дивизия входила в состав 1-го гвардейского бомбардировочного авиационного Смоленско-Берлинского корпуса 18-й воздушной армии. С аэродромов под Белостоком в Польше дивизия перебазировалась на аэродромы Шаталово (Смоленская область), Климово (Брянская область) и Сеща (Брянская область). С апреля 1946 года в составе 1-го гвардейского бомбардировочного авиационного Смоленско-Берлинского корпуса 1-й воздушной армии дальней авиации, созданной на базе 3-й воздушной армии. В 1949 году 1-й гвардейский бомбардировочный авиационный Смоленско-Берлинский корпус переименован в 51-й гвардейский бомбардировочный авиационный Смоленско-Берлинский корпус, а 1-я воздушная армия дальней авиации — в 50-ю воздушную армию дальней авиации. В 1952 году полки дивизии стали получать новую авиационную технику — самолёты Ту-4, оснащённые системой дозаправки топливом в воздухе и способные нанести ответные удары по передовым базам США в Западной Европе, в том числе в Англии. Дивизия и её полки к наименованию получили дополнительное наименование «тяжёлая». С 1952 года дивизия именуется как 11-я гвардейская тяжёлая бомбардировочная авиационная дивизия.
С 1956 года все полки дивизии переучивались на новые самолёты — Ту-16, тяжёлый двухмоторный реактивный многоцелевой самолёт с возможностью доставки ядерных боеприпасов. В августе 1956 года 51-й гвардейский тяжёлый бомбардировочный авиационный Смоленско-Будапештский корпус расформирован и дивизия вошла в прямое подчинение 50-й воздушной армии дальней авиации.

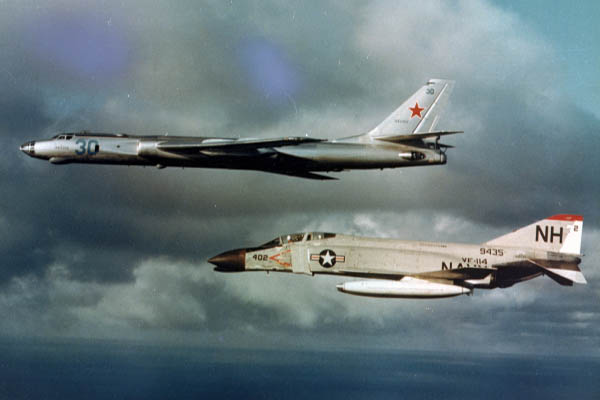
Самолёт дивизии Ту-16 в полёте в нейтральных водах. Его сопровождает истребитель McDonnell F-4B ВМС США.

В связи со значительным сокращением Вооружённых Сил СССР дивизия была расформирована в июне 1960 года в соответствии с Законом Верховного Совета СССР «О новом значительном сокращении ВС СССР» от 15.01.1960 г. Полки дивизии:
- 37-й тяжёлый бомбардировочный авиационный полк — перебазирован на аэродром Арцыз (Одесская область) и переформирован в 37-й военно-транспортный авиационный полк;
- 157-й гвардейский тяжёлый бомбардировочный авиационный Рижский Краснознамённый полк — расформирован на аэродроме Шаталово;
- 208-й гвардейский тяжёлый бомбардировочный авиационный полк — расформирован на аэродроме Сеща;
- 362-й тяжёлый бомбардировочный авиационный Рижский полк — расформирован на аэродроме Сеща.

## Части и отдельные подразделения дивизии
За весь период своего существования боевой состав дивизии претерпевал изменения:
| Период                     | Наименование                                                | Вооружение |
| -------------------------- | ----------------------------------------------------------- | --- |
| 26.12.1944 — 21.12.1945 г. | 2-й гвардейский бомбардировочный авиационный полк           | В-25, переименован в 172-й гв. бап |
| 28.12.1944 — 21.12.1945 г. | 5-й гвардейский бомбардировочный авиационный полк           | Ил-4, переименован в 121-й гв. бап |
| 26.12.1944 — 21.12.1945 г. | 16-й гвардейский бомбардировочный авиационный полк          | Ил-4, переименован в 157-й гв. бап |
| 21.12.1945 — 01.04.1946 г. | 172-й гвардейский бомбардировочный авиационный полк         | В-25, убыл во 2-ю гв. бад |
| 21.12.1945 — 01.01.1951 г. | 121-й гвардейский бомбардировочный авиационный полк         | Ил-4, В-25, переформирован в 121-й отдельный гвардейский разведывательный авиационный полк, передан в прямое подчинение штабу 50-й ВА ДА |
| 21.12.1945 — 01.01.1952 г. | 157-й гвардейский бомбардировочный авиационный полк         | Ил-4, переформирован в 157-й гв. тбап |
| 01.01.1952 — 01.08.1960 г. | 157-й гвардейский тяжёлый бомбардировочный авиационный полк | Ту-4, Ту-16, расформирован |
| 01.04.1946 — 01.01.1952 г. | 37-й бомбардировочный авиационный полк                      | Ил-4, переформирован в 37-й тбап |
| 01.01.1952 — 01.08.1960 г. | 37-й тяжёлый бомбардировочный авиационный полк              | Ту-4, Ту-16, переформирован в 37-й втап                                                                                                  |
| 21.12.1945 — 01.01.1952 г. | 208-й гвардейский бомбардировочный авиационный полк         | Ту-4, переформирован в 208-й гв. тбап |
| 01.01.1952 — 01.08.1960 г. | 208-й гвардейский тяжёлый бомбардировочный авиационный полк | Ту-4, Ту-16, расформирован |
| 01.02.1955 — 01.08.1960 г. | 362-й тяжёлый бомбардировочный авиационный полк             | Ту-4, Ту-16, расформирован |

### Боевой состав на 9 мая 1945 года
| Наименование                                       | Вооружение |
| -------------------------------------------------- | ---------- |
| 2-й гвардейский бомбардировочный авиационный полк  | В-25       |
| 5-й гвардейский бомбардировочный авиационный полк  | Ил-4       |
| 16-й гвардейский бомбардировочный авиационный полк | Ил-4       |

## Почётные наименования
- 11-й гвардейской бомбардировочной авиационной Орловской Краснознамённой дивизии присвоено почётное наименование «Берлинская»[7].
- 2-му гвардейскому бомбардировочному авиационному Смоленскому Краснознамённому полку присвоено почётное наименование «Будапештский»[8].

## Награды
- 11-я гвардейская бомбардировочная авиационная Орловская дивизия за образцовое выполнение заданий командования при овладении городом Будапешт Указом Президиума Верховного Совета СССР от 5 апреля 1945 года награждена орденом «Боевого Красного Знамени».
- 2-й гвардейский бомбардировочный авиационный Смоленско-Будапештский Краснознамённый полк Указом Президиума Верховного Совета СССР от 18 августа 1945 года награждён орденом «Боевого Красного Знамени».
- 5-й гвардейский бомбардировочный авиационный Севастопольский полк Указом Президиума Верховного Совета СССР от 18 августа 1945 года награждён орденом «Боевого Красного Знамени».

## Благодарности Верховного Главнокомандующего
Воинам дивизии объявлены благодарности Верховного Главнокомандующего:
- За отличие в боях при овладении городом и крепостью Гданьск — важнейшим портом и первоклассной военно-морской базой немцев на Балтийском море[9].
- За отличие в боях при овладении крепостью и главным городом Восточной Пруссии Кёнигсберг — стратегически важным узлом обороны немцев на Балтийском море[10].
- За отличие в боях при овладении городами Франкфурт-на-Одере, Вандлитц, Ораниенбург, Биркенвердер, Геннигсдорф, Панков, Фридрихсфелъде, Карлсхорст, Кёпеник и вступление в столицу Германии город Берлин[11].

## Отличившиеся воины дивизии
- Голубой Александр Михайлович, младший лейтенант, начальник связи эскадрильи 16-го гвардейского бомбардировочного авиационного полка 11-й гвардейской бомбардировочной авиационной дивизии 1-го гвардейского бомбардировочного корпуса (второго формирования) 18-й воздушной армии Указом Президиума Верховного Совета СССР от 18 августа 1945 года удостоен звания Герой Советского Союза. Золотая Звезда № 8740[12].
- Синицин Василий Иванович, младший лейтенант, начальник связи эскадрильи 5-го гвардейского бомбардировочного авиационного полка 11-й гвардейской бомбардировочной авиационной дивизии 1-го гвардейского бомбардировочного корпуса (второго формирования) 18-й воздушной армии Указом Президиума Верховного Совета СССР от 18 августа 1945 года удостоен звания Герой Советского Союза. Золотая Звезда № 8760[13].
- Титов Иван Антонович, гвардии майор, командир эскадрильи 5-го гвардейского бомбардировочного авиационного полка 11-й гвардейской бомбардировочной авиационной дивизии 1-го гвардейского бомбардировочного корпуса 18-й воздушной армии Указом Президиума Верховного Совета СССР от 18 августа 1945 года удостоен звания Герой Советского Союза. Золотая Звезда № 8779.
- Храпов Пётр Иванович, майор, командир эскадрильи 16-го гвардейского бомбардировочного авиационного полка 11-й гвардейской бомбардировочной авиационной дивизии 1-го гвардейского бомбардировочного корпуса (второго формирования) 18-й воздушной армии Указом Президиума Верховного Совета СССР от 15 мая 1946 года удостоен звания Герой Советского Союза. Золотая Звезда № 9015[14].
- Штанев, Яков Иванович, гвардии майор, заместитель начальника штаба 121-го гвардейского бомбардировочного авиационного полка 11-й гвардейской бомбардировочной авиационной дивизии 1-го гвардейского бомбардировочного авиационного корпуса 18-й воздушной армии Указом Президиума Верховного Совета СССР от 23 февраля 1948 года удостоен звания Герой Советского Союза. Золотая Звезда № 8305.

## Базирование
| Период            | Аэродром                     |
| ----------------- | ---------------------------- |
| 04.1945 — 12.1945 | Белосток, Польша             |
| 12.1945 — 08.1960 | Шаталово, Смоленская область |